# Vilhelm Hedlund
Karl Vilhelm Hedlund, född 26 maj 1868 i Envikens församling, Kopparbergs län, död där 7 augusti 1946 i Envikens församling, Kopparbergs län, var en svensk skomakare och folkmusiker.

## Biografi
Vilhelm Hedlund var son till skolläraren Daniel Persson Hedlund. Han hade en mängd fiolspelare och kantorer bland sina förfäder både på fädernet och mödernet, men började själv spela fiol på allvar vid 20 års ålder men blev snart en ofta anlitad gästabudsspelman i sin hemsocken. Hedlunds låtar, polskor, valser, gånglåtar med mera, saknar vanligen virtuosa drillar och utsmyckningar och präglas i stället av en enkel viston. Bland hans låtar märks särskilt en mängd mollvalser. De främsta bland Hedlunds låtar finns publicerade i Svenska låtar (band 4 Dalarna, 1926) och i Karl-Erik Forsslunds Med Dalälven från källorna till havet (1929).